# Église Saint-Georges de Šentjur
L'église Saint-Georges (en slovène : Župnijska cerkev sv. Jurija) est une église catholique du diocèse de Celje située à Šentjur, en Slovénie.

## Historique et architecture
L’église Saint-Georges a été construite vers 721. La première mention de la ville de Šentjur est liée à l'église dans un document daté de 1340.